# Завидов (Волынская область)
Зави́дов (укр. Завидів) — село в Павловской сельской общине Владимирского района Волынской области Украины.
До 2020 года входило в Иваничевский район.
Код КОАТУУ — 0721182001. Население по переписи 2001 года составляет 658 человек. Почтовый индекс — 45346. Телефонный код — 3372. Занимает площадь 13 км².